# Хойт-Смит, Джослин
Джослин Хойт-Смит (англ. Joslyn Yvonne Hoyte-Smith, род. 16 декабря 1954, Барбадос) — британская легкоатлетка, (бег на короткие дистанции, эстафетный бег), призёр розыгрышей Кубков Европы и мира, победительница и призёр Игр Содружества, бронзовый призёр летних Олимпийских игр 1980 года в Москве, участница двух Олимпиад.

## Карьера
На Олимпиаде в Москве Смит выступала в беге на 400 метров и эстафете  4×400 метров. В первой дисциплине Смит выбыла из борьбы на стадии предварительных забегов. Во второй сборная Великобритании, за которую, кроме Смит, выступали Линси Макдональд, Мишель Скатт и Донна Хартли, завоевала бронзовые медали с результатом 3.27,74 с, уступив сборным СССР (3.20,12 с) и ГДР (3.27,74 С).
На следующей Олимпиаде в Лос-Анджелесе Скатт снова выступала в эстафете. В этой дисциплине сборная Великобритании заняла 4-е место.

## Семья
Золовка британской легкоатлетки Вэнди Хойт.